# Жаксылык (Жамбылская область)
Жаксылык (каз. Жақсылық, до 1993 г. — Тельмана) — аул в Рыскуловском районе Жамбылской области Казахстана. Входит в состав Кокдоненского сельского округа. Код КАТО — 315036400.

## Население
В 1999 году население аула составляло 1734 человека (881 мужчина и 853 женщины). По данным переписи 2009 года, в ауле проживало 1570 человек (767 мужчин и 803 женщины).